# Guillermo Ramírez
Guillermo Ramírez Ortega (Livingston, 26 de março de 1978) é um ex-futebolista guatemalteco que atuava como meio-campista.

## Carreira em clubes
Revelado pelo Municipal, Ramírez dedicou boa parte da carreira aos Diablos Rojos, onde se profissionalizou em 1996. Contabilizando todas as competições, disputou 333 partidas e marcou 130 gols, sendo o maior artilheiro na história do clube.
Jogou também por PAS Giannina, Atlante, Chiapas, Los Angeles Galaxy (foi o autor do gol do título da Major League Soccer em 2005, marcando de pênalti), Marathón, Motagua e Heredia, onde jogou até ser suspenso do futebol em 2012.

## Seleção Guatemalteca
Pela Seleção Guatemalteca, fez sua estreia em abril de 1997 contra a Costa Rica, pela Copa Centroamericana.
Em sua carreira internacional, disputou 4 edições da Copa Ouro da CONCACAF (1998, 2000, 2002 e 2005) e 4 eliminatórias da Copa do Mundo (2002, 2006, 2010 e 2014). É o segundo jogador com mais partidas disputadas pelos Chapines (106) e empatado na sétima posição entre os maiores artilheiros (16, mesmo número de Edwin Westphal e Dwight Pezzarossi, porém com média de gols menor).

## Suspensão e banimento do futebol
Em 2012, a Federación Nacional de Fútbol de Guatemala anunciou o banimento de Ramírez e outros 2 jogadores da seleção (Yony Flores e Gustavo Cabrera), que já estavam suspensos desde junho, após o envolvimento deles num esquema de armação de resultados nas partidas contra Costa Rica e Venezuela e também em uma partida do Municipal contra o Santos Laguna, pela Liga dos Campeões da CONCACAF. Inicialmente banidos apenas no futebol guatemalteco, os 3 atletas tiveram sua suspensão estendida mundialmente em setembro do mesmo ano.

## Títulos
Municipal
- Campeonato Guatemalteco: Apertura 2000, Apertura 2004, Clausura 2005, Apertura 2005, Clausura 2006, Apertura 2006, Clausura 2008, Apertura 2009
- Supercopa da Guatemala: 1997
- Copa Interclubes da UNCAF: 2001

Los Angeles Galaxy
- Major League Soccer: 2005

Marathón
- Campeonato Hondurenho: 2009–10 (Apertura)

Motagua
- Campeonato Hondurenho: 2010–11 (Clausura)

Seleção Guatemalteca
- Copa Centroamericana: 2001